# お嬢さま作家・春菜の事件簿
『お嬢様作家・春菜の事件簿』（おじょうさまさっか・はるなのじけんぼ）は、脚本家・金春智子によるユーモア推理小説のシリーズ。1989年から1992年にかけて1年置きに1作、計4作が光文社文庫より書き下ろしで発表されている。また、カバーイラストは4作とも高橋留美子が描き下ろしている。

## 概要
恋愛小説家・春菜は思い込みの激しい性格で、いつも従弟の隼太は彼女に振り回されっぱなし。そんな2人が旅行に出かけた先で、なぜか毎回事件に巻き込まれてしまい……。

## 主な登場人物
- 二条春菜（にじょう はるな）
「ロマンスの女王」と呼ばれる、売れっ子の恋愛小説家。ふわふわの天然パーマの髪にまん丸の目に小さな鼻といった顔立ち。思い込みが激しいうえに空想癖が強く、頼りない性格で「隼太ちゃん、隼太ちゃん! 聞いて、聞いて!」と隼太にいつも厄介事を持ち込んでくる。23歳。
- 二条隼太（にじょう・はやた）
春菜の2歳年下の従弟で大学生。生まれたばかりの頃『ウルトラマン』のハヤタ隊員に憧れていた春菜に「ハヤタちゃん」とさかんに呼ばれたためにこの名前になってしまった。いつも厄介事を持ち込んでくる春菜に手を焼いているが、実は彼女を愛していることに最近気づいて苦悩している。最終的に事件の真相にたどり着くのは彼である。
- 二条重兵衛（にじょう じゅうべえ）
春菜の父。アメリカ・ロサンジェルスの大学で客員教授をしている。
- 二条桜子（にじょう さくらこ）
春菜の母。春菜に負けず劣らずの性格である。
- 山本一矢（やまもと かずや）
隼太の大学の友達。
- マクシミリアン
イギリス・ロンドンのホテルの給仕。重症のシャーロッキアンで、名探偵を自称する春菜と意気投合し、その後文通している。

## シリーズ作品
1. ロンドン塔でミステリー （1989年5月）
2. ハリウッド大通りでミステリー （1990年5月）
3. 香港ツアーでミステリー （1991年5月）
4. 奈良の大仏でミステリー （1992年5月）